# Lust (TV-serie)
För andra betydelser, se Lust (olika betydelser).
Lust är en komediserie i åtta avsnitt skapad och skriven av Frans Milisic Wiklund och regisserad av Ella Lemhagen. Lust är HBO Max första svenska originalserie och hade premiär 14 februari 2022 på Berlin International Film Festival. Programmet vann Kristallen 2022 som "Årets komedi och humorprogram".

## Rollista i urval
- Sofia Helin – Anette
- Julia Dufvenius – Ellen
- Anja Lundqvist – Nadia
- Elin Klinga – Martina
- Danilo Bejarano – Andres
- Anton Forsdik – Alexander
- Johan Widerberg – Rasmus
- Björn Bengtsson - Diesel
- Jonas Malmsjö – Torkel
- Amy Deasismont – Beatrice
- Jacob Ericksson – Lorenzo
- Claes Malmberg – Georg
- Roshi Hoss – Tilde
- Emil Almén – Robin
- Sunil Munshi – Paul
- Magnus Roosmann – Harald
- Sofia Rönnegård – Ann
- Anneli Martini – Hårburret
- Christopher Wollter – Killen
- Silas Strand – Joel
- Alec Fernandez – Tom
- Olof Sotarn Tegby – Truckerkepsen